# Івонн Дойл (тенісистка)
Івонн Дойл (нар. 7 грудня 1974) — колишня ірландська тенісистка.
Найвищу одиночну позицію світового рейтингу — 238 місце досягла 22 травня 2000, парну — 202 місце — 27 липня 2003 року.
Здобула 2 одиночні та 8 парних титулів туру ITF.

## Фінали ITF
| Турніри $50,000 |
| Турніри $25,000 |
| Турніри $10,000 |

### Одиночний розряд: 4 (2–2)
| Результат | Ранг | Дата             | Турнір               | Покриття   | Суперниця        | Рахунок     |
| --------- | ---- | ---------------- | -------------------- | ---------- | ---------------- | ----------- |
| Перемога  | 1.   | 7 листопада 1999 | ITF Галл, Англія     | Тверде (i) | Жулі Пуллен      | 6–4, 7–5    |
| Перемога  | 2.   | 5 серпня 2001    | ITF Дублін, Ірландія | Килим      | Claudia Kuleszka | 6–4, 6–4    |
| Поразка   | 1.   | 29 квітня 2002   | ITF Борнмут, Англія  | Ґрунт      | Джейн О'Доног'ю  | 3–6, 4–6    |
| Поразка   | 2.   | 12 серпня 2002   | ITF Лондон, Англія   | Тверде     | Енн Кеотавонг    | 4–6, 6–7(1) |

### Парний розряд: 16 (8–8)
| Результат | Ранг | Дата              | Турнір                          | Покриття   | Партнерка     | Суперниці                                  | Рахунок             |
| --------- | ---- | ----------------- | ------------------------------- | ---------- | ------------- | ------------------------------------------ | ------------------- |
| Поразка   | 1.   | 5 червня 1995     | ITF Дублін, Ірландія            | Ґрунт      | Клер Каррен   | Робін Модслі Карен Нуджент                 | 1–6, 6–4, 3–6       |
| Перемога  | 1.   | 24 червня 2001    | ITF Монтемор-у-Нову, Португалія | Тверде     | Карен Нуджент | Vanessa Devesa Carolina Rodríguez          | 6–7(4), 6–3, 6–1    |
| Поразка   | 2.   | 22 липня 2001     | ITF Фрінтон, Англія             | Трава      | Карен Нуджент | Беті Секуловскі Сара Стоун                 | 6–7(5), 4–6         |
| Перемога  | 2.   | 5 серпня 2001     | ITF Дублін, Ірландія            | Килим      | Карен Нуджент | Брі Келдервуд Емілі Г'юсон                 | 6–0, 6–1            |
| Перемога  | 3.   | 21 вересня 2001   | ITF Сандерленд, Англія          | Тверде (i) | Карен Нуджент | Cristelle Grier Анна Говкінс               | 4–6, 6–2, 6–1       |
| Поразка   | 3.   | 19 листопада 2001 | ITF Довіль, Франція             | Ґрунт      | Eva Erbova    | Ліга Декмеєре Марія Кондратьєва            | 1–6, 6–7(7)         |
| Поразка   | 4.   | 22 липня 2002     | ITF Памплона, Іспанія           | Тверде (i) | Сусанне Трік  | Олена Балтача Келлі Лігган                 | 7–6(6), 6–7(1), 3–6 |
| Перемога  | 4.   | 22 вересня 2002   | ITF Глазго, Шотландія           | Тверде (i) | Ельса О'Ріань | Сара Стоун Саманта Стосур                  | 6–2, 6–4            |
| Перемога  | 5.   | 29 вересня 2002   | ITF Сандерленд, Англія          | Тверде (i) | Ельса О'Ріань | Тессі ван де Вен Сюзанне ван Гартінґсвелдт | 6–4, 6–4            |
| Поразка   | 5.   | 15 жовтня 2002    | ITF Саутгемптон, Англія         | Тверде (i) | Ліга Декмеєре | Аманда Гопманс Драгана Зарич               | 2–6, 1–6            |
| Поразка   | 6.   | 1 червня 2003     | ITF Х'юстон, США                | Тверде (i) | Ніколь Ренкен | Окамото Сейко Тедзука Ремі                 | 7–5, 4–6, 3–6       |
| Перемога  | 6.   | 8 червня 2003     | ITF Гілтон-Гед, США             | Тверде     | Ніколь Ренкен | Бо Джонс Анжела Жгуна                      | 6–3, 7–5            |
| Поразка   | 7.   | 27 липня 2003     | ITF Дублін, Ірландія            | Килим      | Карен Нуджент | Еден Марама Пола Марама                    | 4–6, 5–7            |
| Перемога  | 7.   | 10 серпня 2003    | ITF Рексем, Уельс               | Тверде     | Карен Нуджент | Пемра Озген Іпек Шенолу                    | 6–3, 6–3            |
| Поразка   | 8.   | 28 жовтня 2003    | ITF Ноттінгем, Англія           | Тверде (i) | Карен Нуджент | Гелена Еєсон Оса Свенссон                  | 3–6, 6–7(11)        |
| Перемога  | 8.   | 26 липня 2004     | ITF Дублін, Ірландія            | Килим      | Карен Нуджент | Лізан дю Плессі Ребекка Льєвеллін          | 6–4, 3–6, 6–2       |